# Upeneus sulphureus
 Upeneus sulphureus és una espècie de peix de la família dels múl·lids i de l'ordre dels perciformes.

## Morfologia
Els mascles poden assolir els 23 cm de longitud total.

## Distribució geogràfica
Es troba des de l'Àfrica oriental fins al sud-est d'Àsia, Xina, nord d'Austràlia i Fidji.